# Henriette Nissen-Saloman
Pour les articles homonymes, voir Nissen.
Henriette Nissen-Saloman, née le 12 mars 1819 à Göteborg et morte le 17 août 1879 à Bad Harzburg, est une cantatrice suédoise, mezzo-soprano, qui fut également une pédagogue réputée de son époque au conservatoire de Saint-Pétersbourg. Elle étudia le piano auprès de Frédéric Chopin. Sa voix était très mélodieuse, au registre très étendu. Elle surmontait avec brio les partitions les plus difficiles.

## Biographie
Henriette Nissen prend des leçons auprès de l'organiste Georg Günther à Göteborg. En 1838, elle part pour Paris étudier le piano auprès de Frédéric Chopin et le chant auprès de Manuel Garcia. Elle débute en 1842 dans le rôle d'Elvire de Don Juan à la Comédie-Italienne de Paris in 1842. Elle interprète le rôle d'Adalgise de la Norma (Bellini) en 1843. De 1845 à 1855, elle entreprend une tournée à travers l'Europe qui rencontre un immense succès. Elle chante ainsi en Italie, en Allemagne, en Suède à Stockholm et en Norvège, puis en Russie. Parmi ses grands rôles, l'on peut retenir La Somnambule, la Norma, Lucrezia Borgia, Lucia di Lammermoor et Ernani. Elle se produit aussi à Leipzig, au Gewandhaus et à Berlin, où elle rivalise avec la célèbre Jenny Lind. C'est à Berlin qu'elle épouse en 1850 le violoniste et compositeur Siegfried Saloman. Ensuite ils partent en tournée en Suède, dans le grand-duché de Finlande et en Russie.
En 1855, elle est intégrée à l'opéra italien de Saint-Pétersbourg.
En 1859, elle devient professeur au conservatoire de Saint-Pétersbourg, où elle a notamment pour élève Alexandra Kroutikova, Wilhelmina Raab et Anna de Belocca. Elle fait paraître en allemand un manuel d'études pour le chant Das Studium des Gesanges, fameux à cette époque, qui est traduit en français et en russe en 1881. Elle demeure au conservatoire jusqu'en 1873.
Henriette Nissen est élue à l'Académie royale de musique de Suède en 1870. Elle meurt en 1879 en Allemagne dans la ville d'eau de Bad Harzburg.